# Xã Washington, Quận Logan, Ohio
Xã Washington (tiếng Anh: Washington Township) là một xã thuộc quận Logan, tiểu bang Ohio, Hoa Kỳ. Năm 2010, dân số của xã này là 3.605 người.